# خاربیتسه دولنه
خاربیتسه دولنه (به لهستانی:  Charbice Dolne) یک روستا در لهستان است که در گمینا لوتومیرسک واقع شده‌است.